# シンプル・マン
シンプル・マン（Simple Man）はクラウス・ノミのセカンドアルバム。ノミ本人の死によって生前最後のアルバムとなった。

## 収録曲
1. フロム・ビヨンド From Beyond – 2:51
2. アフター・ザ・フォール After the Fall - 4:43
3. ジャスト・ワン・ルック Just One Look - 3:19
4. フォーリング・イン・ラヴ・アゲイン Falling in Love Again - 2:39
この曲のビデオクリップはあまりにも卑猥ということで放送禁止になった。
5. ICUROK - 4:24 
テクノオペラという新ジャンルに挑戦した一曲。
6. ラバーバンド・レーザー Rubberband Lazer - 4:20
7. ウェイワード・シスターズ Wayward Sisters - 1:43
この曲と‘Death’はヘンリー・パーセルの楽曲から。
8. ディン・ドン Ding-Dong! The Witch Is Dead - 3:03
オズの魔法使いからのカヴァー。
9. スリー・ウィッシュズ Three Wishes - 3:18
10. シンプル・マン Simple Man - 4:17
11. デス Death - 4:18
12. リターン Return - 2:07